# Tajna gornogo ozera
Tajna gornogo ozera (Тайна горного озера) è un film del 1954 diretto da Aleksandr Arturovič Rou e Jakov Kočarjan.